# Helmut Rauch
Helmut Rauch (Krems an der Donau, Baixa Áustria, 22 de janeiro de 1939 – Viena, 2 de setembro de 2019) foi um físico nuclear austríaco.
Entre os seus alunos constam Anton Zeilinger, Harald Weinfurter, Kurt Binder, Heinrich Kurz e Jörg Schmiedmayer.
Rauch morreu em 2 de setembro de 2019 em Viena, aos 80 anos de idade, após uma curta doença.

## Condecorações
- 1977 Prêmio Erwin Schrödinger
- 1985 Medalha Wilhelm Exner
- 1986 Prêmio Cardeal Innitzer
- 1993 Prêmio de Ciências Naturais da Cidade de Viena
- 2006 Prêmio Ludwig Wittgenstein
- 2012 Prêmio Cardeal Innitzer

É membro da Academia Austríaca de Ciências (membro correspondente desde 1979, membro pleno desde 1990), da Academia Leopoldina e da Academia Europaea.

## Obras
- Editor com Bonse Neutron Interferometry, Clarendon Press, Oxford 1979
- Editor com G. Badurek, Anton Zeilinger Matter Wave Interferometry, North Holland 1988
- com S. A. Werner Neutron Interferometry, Clarendon Press 2000
- Neutroneninterferometrie- ein Labor der ´Quantenmechanik, Physikalische Blätter, Volume 50, 1994, p. 439-444
- Quantenmechanik auf dem Prüfstand der Neutroneninterferometrie, Physikalische Blätter, Volume 41, 1985, p. 190-195
- Höchstauflösende Neutronenspektroskopie und quantenmechanische Unschärferelation, Physikalische Blätter, Volume 44, Junho de 1988, p. 172